# Soldaten des Lichts
Soldaten des Lichts ist ein deutscher Dokumentarfilm aus dem Jahr 2025 von Julian Vogel und Johannes Büttner. Der Film wurde von Wood Water Films sowie Patatino in Koproduktion mit dem ZDF produziert. Gefördert wurde er von der Hessischen Filmförderung. Die Weltpremiere war am 6. April 2025 auf dem 56. Visions du Réel in Nyon. Die Deutschlandpremiere erfolgte am 8. Mai 2025 beim 40. DOK.fest München.

## Inhalt
Der Dokumentarfilm widmet sich der Welt alternativer Influencer, Verschwörungsideologien und radikaler Esoterik. Im Zentrum steht der roh-vegane Influencer David Ekwe Ebobisse, der sich unter dem Pseudonym „Mister Raw“ als Reichsbürger inszeniert. Neben einem veganen Rohkost-Restaurant betreibt er einen Webkanal, auf dem er fragwürdige Gesundheitstipps und angebliche Heilmittel propagiert.
Der Film porträtiert weitere Akteure aus dem Umfeld von Esoterik, Wunderheilung und Reichsbürgerszene, darunter Peter Fitzek, der sich als „König“ des sogenannten „Königreichs Deutschland“ bezeichnet. Mithilfe beobachtender Kameraarbeit wird dargestellt, wie diese Parallelwelten jenseits gesellschaftlicher Normen funktionieren und welche Gefahren von ihnen ausgehen. Besondere Aufmerksamkeit gilt Davids engem Anhänger Timo, dessen völlige Hingabe an den Guru dramatische gesundheitliche Konsequenzen hat.

## Stil und Themen
Soldaten des Lichts setzt auf einen beobachtenden Dokumentarstil und verzichtet weitgehend auf Kommentare oder psychologische Analysen. Dadurch werden die Mechanismen der Szene authentisch abgebildet, einschließlich ideologischer und wirtschaftlicher Interessen.
Zentrale Themen sind Selbstoptimierung, turbokapitalistische Wertschöpfung, Versprechen von Heilung und die Gefährdung demokratischer Strukturen durch Verschwörungsideologien, insbesondere im Kontext der COVID-19-Pandemie.

## Rezeption
Der Film wurde in der Presse positiv aufgenommen. Kritiker betonen die präzise und unkommentierte Beobachtung der Szene, die sowohl deren Strukturen als auch die Gefahren für Einzelne und die Gesellschaft verdeutlicht.
Die Zeitschrift epd Film schreibt: „Soldaten des Lichts ist ein kluger Film. Er enthält sich jeglicher ideologischer Beurteilung und bildet kommentarlos ein gesellschaftliches Segment ab, in dem kapitalistische Selfmade-Wertschöpfung, faschistoide Geisteshaltung und alchemistische Praxis eine Art Urschlamm ergeben.“